# Домбури
Домбури (яп. 丼物 домбуримоно) — японское блюдо, получившее своё название по посуде, в которой подаётся (домбури с японского переводится как чаша). Чаша домбури вмещает около двух стандартных порций риса, поверх которого кладутся различные добавки: мясо, рыба, яйца, овощи или какой-либо другой гарнир. По сути является разновидностью японского фастфуда.
Разные виды домбури имеют свои собственные названия, однако все они заканчиваются на слог «дон»: например, популярный вариант домбури с курицей и яйцом «мать и дитя» называется оякодон, а домбури с отбивной — кацудон.

## Чаша
Обычно домбури — это закрывающаяся крышкой глубокая чаша около 15 сантиметров диаметром по верхнему краю. Объём домбури рассчитан на примерно две стандартные порции риса.

## История
Идея домбури появилась в эпоху Мэйдзи, когда веяния времени создали запрос на появление «удобной еды». Смешанная в одной чаше еда стала революционной переменой в японской традиционной трапезе, поэтому была принята обществом не сразу. Однако на сегодня насчитывается уже свыше 50 вариантов приготовления домбури.